# Chaetogonopteron longum
Chaetogonopteron longum är en tvåvingeart som beskrevs av Yang och Saigusa 2002. Chaetogonopteron longum ingår i släktet Chaetogonopteron och familjen styltflugor.
Artens utbredningsområde är Yunnan (Kina). Inga underarter finns listade i Catalogue of Life.